# Stephanie Sigman
Pour les articles homonymes, voir Sigman.
Stephanie Sigman, née le 28 février 1987 à Ciudad Obregón (Sonora), est une actrice américano-mexicaine.
Dans un premier temps, elle se fait remarquer au cinéma, par le film Miss Bala (2011) et pour avoir joué une James Bond girl dans 007 Spectre (2015).
Mais elle se fait réellement connaître, à la télévision, pour avoir joué le rôle de Valeria Vélez, dans les deux premières saisons de la série Narcos (2015-2016) ainsi que par le rôle du Capitaine Jessica Cortez dans les deux premières saisons de la série d’action S.W.A.T. (2017-2019).

## Biographie

### Jeunesse
Stéphanie est née à Ciudad Obregón dans l'État de Sonora, au Mexique, d'une mère Mexicaine et d'un père Américain, Lee Sigman, dénicheur de talents pour les New-York Yankees, issu du Kansas. Elle possède donc également la nationalité américaine par le biais de son père,.

### Carrière
Elle débute au cinéma et à la télévision mexicaine. Elle joue dans des productions locales mais aussi des rôles secondaires dans des séries et tourne même des clips.  
Elle est nommée aux Dublin Film Critics' Circle Awards en 2011 pour son rôle dans le drame Miss Bala. Faisant partie de la sélection Un certain regard au festival de Cannes de 2011, le film est librement inspiré d'un fait réel concernant une ancienne miss, Laura Zúñiga, et son implication dans un trafic de drogue en 2008. C'est un succès critique lors de sa sortie, lui permettant de faire partie de la pré-sélection pour les nominations de l'Oscar du meilleur film en langue étrangère. Un remake sera commercialisé, en 2019, avec cette fois-ci, Gina Rodriguez en vedette. 

En mars 2015, il est annoncé qu'elle rejoint le casting du film de James Bond, 007 Spectre de Sam Mendes. Le Figaro déclare ainsi que : 

« Stephanie Sigman est déjà une superstar à la télévision. Ses rôles remarqués dans les séries The Bridge et Accord parfait ont dû éveiller l'attention de Sam Mendes. Au cinéma, sa composition ambiguë dans Miss Bala a été récemment soulignée par les critiques au festival de Cannes. »

Cette production rencontre un large succès et lui permet de rentrer dans le cercle fermé des James Bond girl, l'actrice montante ne souhaite cependant pas en rester là : 

« J'aime les personnages de femmes fortes. Mais je voudrais incarner des rôles différents et ne pas m'enfermer dans un genre. Je veux pouvoir être fière de mes choix à la fin de ma carrière. »

Entre 2015 et 2016, c’est alors à la télévision qu’elle se fait remarquer en jouant un rôle récurrent dans la série télévisée Narcos. Se déroulant en Colombie, elle présente la traque de Pablo Escobar et de l'ensemble du cartel de Medellín par la DEA et notamment de deux agents, personnages principaux Javier Peña et Steve Murphy, dans les deux premières saisons. Sa prestation de Valeria Vélez, personnage basé sur Virginia Vallejo, une journaliste ambitieuse, maîtresse de Pablo Escobar lance définitivement sa carrière. 
En 2017, elle est à l'affiche du film d’horreur  Annabelle 2 : La Création du mal de David F. Sandberg.  Il s'agit du 4e film de l'univers cinématographique Conjuring et du 2e de la série Annabelle dont il est prequel. Cette production rencontre le succès au box-office,,. 
Cette même année, elle rejoint la distribution principale de la série télévisée d'action S.W.A.T. aux côtés de Shemar Moore. Elle y incarne le capitaine Jessica Cortez, un officier supérieur de la police de Los Angeles. Cependant, elle quitte la distribution au bout de deux saisons,. Un départ amical, abordé dès le premier épisode de la troisième saison, qui s'explique par le souhait de Stephanie Sigman de se consacrer à l'arrivée de son premier enfant. Laissant alors une porte ouverte à un éventuel retour. 

### Vie privée
En 2018, elle épouse le producteur de cinéma Brian Andrew Mendoza, après trois ans de relation. 
Elle pratique la boxe.  

## Filmographie

### Cinéma

#### Courts métrages
- 2006 : Con lujo de detalle d'Hector Falcon : La femme
- 2013 : Habito d'Alberto Zeni : Karla

#### Longs métrages
- 2010 : Río de oro de Pablo Aldrete : Estela
- 2011 : Miss Bala de Gerardo Naranjo : Laura Guerrero
- 2012 : Morelos d'Antonio Serrano : Francisca Ortiz
- 2013 : Pioneer d'Erik Skjoldbjærg : Maria Salatzar
- 2014 : Alicia en el país de María de Jesus Magana Vazquez : Alicia
- 2015 : 007 Spectre (Spectre) de Sam Mendes : Estrella
- 2015 : El cielo es azul d'Andrew Fierberg : Laurada
- 2016 : War on Everyone : Au-dessus des lois (War on Everyone) de John Michael McDonagh : Delores
- 2017 : L.A. Rush (Once Upon a Time in Venice) de Mark et Robb Cullen : Lupe
- 2017 : Shimmer Lake de Oren Uziel (en) : Steph Burton
- 2017 : Annabelle 2 : La Création du mal de David F. Sandberg : Sœur Charlotte

### Télévision

#### Téléfilm
- 2013 : Accord parfait (The Arrangement) de Kevin Bray : Lourdes Nieves

#### Séries télévisées
- 2007-2008 : Cambio de vida : rôle non communiqué (2 épisodes)
- 2010 : Los Minondo : Eduviges, jeune
- 2013-2014 : The Bridge : Eva (rôle récurrent - 14 épisodes)
- 2015-2016 : Narcos : Valeria Velez (rôle récurrent - 11 épisodes)
- 2016 : American Crime : Monica Salazar (3 épisodes)
- 2016 : Presence : Presence Foster (pilote non retenu)
- 2017-2019 : S.W.A.T. : Jessica Cortez (rôle principal - 45 épisodes)

#### Clip
- 2014 : Snap Out of It, single du groupe Arctic Monkeys de l'album AM[17].

## Distinctions
Sauf indication contraire ou complémentaire, les informations mentionnées dans cette section proviennent de la base de données IMDb.

### Nominations
- Dublin Film Critics' Circle 2011 : révélation internationale pour Miss Bala